# 苯基三氯化锗
苯基三氯化锗是一种有机锗化合物，化学式 C6H5GeCl3。

## 制备
苯基三氯化锗可以由四氯化锗和格氏试剂苯基溴化镁或是四苯基锗在350 °C下反应而成。它也可以由碘苯和三氯锗基铯反应而成。
{\displaystyle \mathrm {2BrMgC_{6}H_{5}+2GeCl_{4}\longrightarrow 2Ge(C_{6}H_{5})Cl_{3}+\ MgBr_{2}+\ MgCl_{2}} }
{\displaystyle \mathrm {Ge(C_{6}H_{5})_{4}+\ 3\ GeCl_{4}\longrightarrow 4\ Ge(C_{6}H_{5})Cl_{3}} }
{\displaystyle \mathrm {I{-}C_{6}H_{5}+CsGeCl_{3}\longrightarrow Ge(C_{6}H_{5})Cl_{3}+\ CsI} }

## 性质
苯基三氯化锗是闪点 113 °C的无色液体。

## 反应
它和四苯基锗在三氯化铝存在下反应，生成二苯基二氯化锗。